# ローゼズ (ベニー・ブランコとジュース・ワールドの曲)
「ローゼズ」（Roses）は、アメリカ合衆国の音楽プロデューサーであるベニー・ブランコとラッパーのジュース・ワールドの楽曲。ゲスト・ボーカルにパニック!アット・ザ・ディスコのブレンドン・ユーリーが迎えられた。2018年12月5日にブランコのソロ・デビュー・アルバム『フレンズ・キープ・シークレット』からのリード・シングルとして発売された。
Billboard Hot 100では最高位85位を記録。ユーリーにとってはソロ名義でBillboard Hot 100にチャート入りした初の楽曲となった。

## 背景・リリース
「ローゼズ」は、ベニー・ブランコいわく「かなり昔」から存在していた楽曲。ブランコとジュース・ワールドは出会った段階で本作のアイデアを持っていて、それから100万曲も書いている中でブレンドン・ユーリーをラッパーとして迎えることを決めた。
2018年12月4日、ブランコが公式Instagram上でワールドとのやり取りをスクリーンショットした画像を公開（現在は非公開）し、その後楽曲の断片を公開した。シングル発売日である同月5日、Beats 1のゼイン・ロウの番組『World Record』で本作が紹介された。

## 評価
音楽雑誌『ロック・サウンド』のブリー・ジャミーソンは、本作を「壮大なクロスオーバー」と称した。
音楽雑誌『ローリング・ストーン』のチャールズ・ホームズは、「エモ・レジェンドと売り出し中のラップ・スーパースターが『ローゼズ』で共演。しかしその結果はまとまりに欠ける」とし、「ラップロックがいまだ一般的に悪いアイデアということを証明した」と評した。

## クレジット
※出典
- ベニー・ブランコ – プログラミング、キーボード、作詞作曲[注 1]、プロデューサー
- ジュース・ワールド – ボーカル、作詞作曲[注 2]
- ブレンドン・ユーリー – ボーカル、作詞作曲
- カシミア・キャット（英語版） – プログラミング、キーボード、作詞作曲[注 3]、プロデュース
- ハッピー・ペレス（英語版） – プログラミング、キーボード、作詞作曲[注 4]、プロデュース
- アレックス・レイン – プロデュース

## チャート成績
| チャート (2018年 - 2019年)                  | 最高位 |
| ------------------------------------------- | ------ |
| ベルギー (Ultratip Bubbling Under Flanders) | 27     |
| カナダ (Canadian Hot 100)                   | 58     |
| アイルランド (IRMA)                         | 81     |
| ニュージーランド ホット シングルス (RMNZ)   | 10     |
| ノルウェー (VG-lista)                       | 38     |
| スロバキア (Singles Digitál Top 100)        | 100    |
| US Billboard Hot 100                        | 85     |

## 認定
| 国/地域                          | 認定        | 認定/売上数 |
| -------------------------------- | ----------- | ----------- |
| ブラジル (ABPD)                  | Gold        | 20,000      |
| カナダ (Music Canada)            | Platinum    | 80,000      |
| デンマーク (IFPI Danmark)        | Platinum    | 90,000      |
| ポルトガル (AFP)                 | Gold        | 5,000       |
| イギリス (BPI)                   | Silver      | 200,000     |
| アメリカ合衆国 (RIAA)            | 2× Platinum | 2,000,000   |
| 認定のみに基づく売上数と再生回数 |             |             |